# Irvington (Virginia)
Irvington es una localidad del Condado de Lancaster, Virginia, Estados Unidos. Según el censo de 2000 tenía una población de 673 habitantes y una densidad de población de 173.2 hab/km².

## Demografía
Según el censo de 2000, había 673 personas, 240 hogares y 174 familias residiendo en la localidad. La densidad de población era de 173,2 hab./km². Había 325 viviendas con una densidad media de 83,7 viviendas/km². El 98,37% de los habitantes eran blancos, el 1,49% afroamericanos, el 0,15% asiáticos.
Según el censo, de los 240 hogares en el 20,4% había menores de 18 años, el 63,8% pertenecía a parejas casadas, el 7,5% tenía a una mujer como cabeza de familia y el 27,1% no eran familias. El 25,8% de los hogares estaba compuesto por un único individuo y el 14,6% pertenecía a alguien mayor de 65 años viviendo solo. El tamaño promedio de los hogares era de 2,19 personas y el de las familias de 2,61.
La población estaba distribuida en un 13,8% de habitantes menores de 18 años, un 2,5% entre 18 y 24 años, un 13,2% de 25 a 44, un 24,1% de 45 a 64 y un 46,4% de 65 años o mayores. La media de edad era 63 años. Por cada 100 mujeres había 79,5 hombres. Por cada 100 mujeres de 18 años o más, había 72,6 hombres.
Los ingresos medios por hogar en la localidad eran de 60.139 dólares ($) y los ingresos medios por familia eran 68.438 $. Los hombres tenían unos ingresos medios de 42.500 $ frente a los 25.938 $ para las mujeres. La renta per cápita para la ciudad era de 50.743 $. El 3,5% de la población y el 1,1% de las familias estaban por debajo del umbral de pobreza. El 5,1% de los menores de 18 años y el 3,7% de los habitantes de 65 años o más vivían por debajo del umbral de pobreza.

## Geografía
Según la Oficina del Censo de los Estados Unidos, Irvington tiene un área total de 4,7 km² de los cuales 3,9 km² corresponden a tierra firme y 0,9 km² a agua. El porcentaje total de superficie con agua es 18,13%.